# Teratura lyra
Teratura lyra är en insektsart som beskrevs av Andrej Vasiljevitj Gorochov 2001. Teratura lyra ingår i släktet Teratura och familjen vårtbitare. Inga underarter finns listade i Catalogue of Life.